# Сан-Педро (приток Хилы)
Сан-Педро (англ. San Pedro River) — крупная река на юго-западе США, в штате Аризона. Берёт начало вблизи Кананеа, штат Сонора, Мексика, что в 16 км к югу от города Сьерра-Виста, Аризона. Течёт на север вплоть до впадения в реку Хила в городе Винкельман. Длина составляет около 230 км. Высота устья — 585 м над уровнем моря.
В геологическом отношении долина Сан-Педро представляет собой рифтовую долину, образованную в результате разлома блоков земной коры в направлении с юго-востока на северо-запад. Река интересна в экологическом отношении благодаря своей богатой орнитофауне. Более 300 видов птиц, 200 видов бабочек и 20 видов летучих мышей используют долину реки как коридор для своих миграций между северной, центральной и южной Америкой.